# Безбожник (Новосибірська область)
Безбожник (рос. Безбожник) — присілок у Татарському районі Новосибірської області Російської Федерації.
Входить до складу муніципального утворення Дмитрієвська сільрада. Населення становить 53 особи (2010).

## Історія
Згідно із законом від 2 червня 2004 року органом місцевого самоврядування є Дмитрієвська сільрада.

## Населення
| 2002 | 2007 | 2010 |
| ---- | ---- | ---- |
| 89   | ↘68  | ↘53  |